# Стокі (Західнопоморське воєводство)
Стокі (пол. Stoki) — село в Польщі, у гміні Хойна Грифінського повіту Західнопоморського воєводства.
Населення — 98 осіб (2011).

## Демографія
Демографічна структура станом на 31 березня 2011 року:
|          | Загалом | Допрацездатний вік | Працездатний вік | Постпрацездатний вік |
| -------- | ------- | ------------------ | ---------------- | -------------------- |
| Чоловіки | 53      | 10                 | 36               | 7                    |
| Жінки    | 45      | 8                  | 23               | 14                   |
| Разом    | 98      | 18                 | 59               | 21                   |